# Aerugite
La aerugite è un minerale.